# Maris Lauri

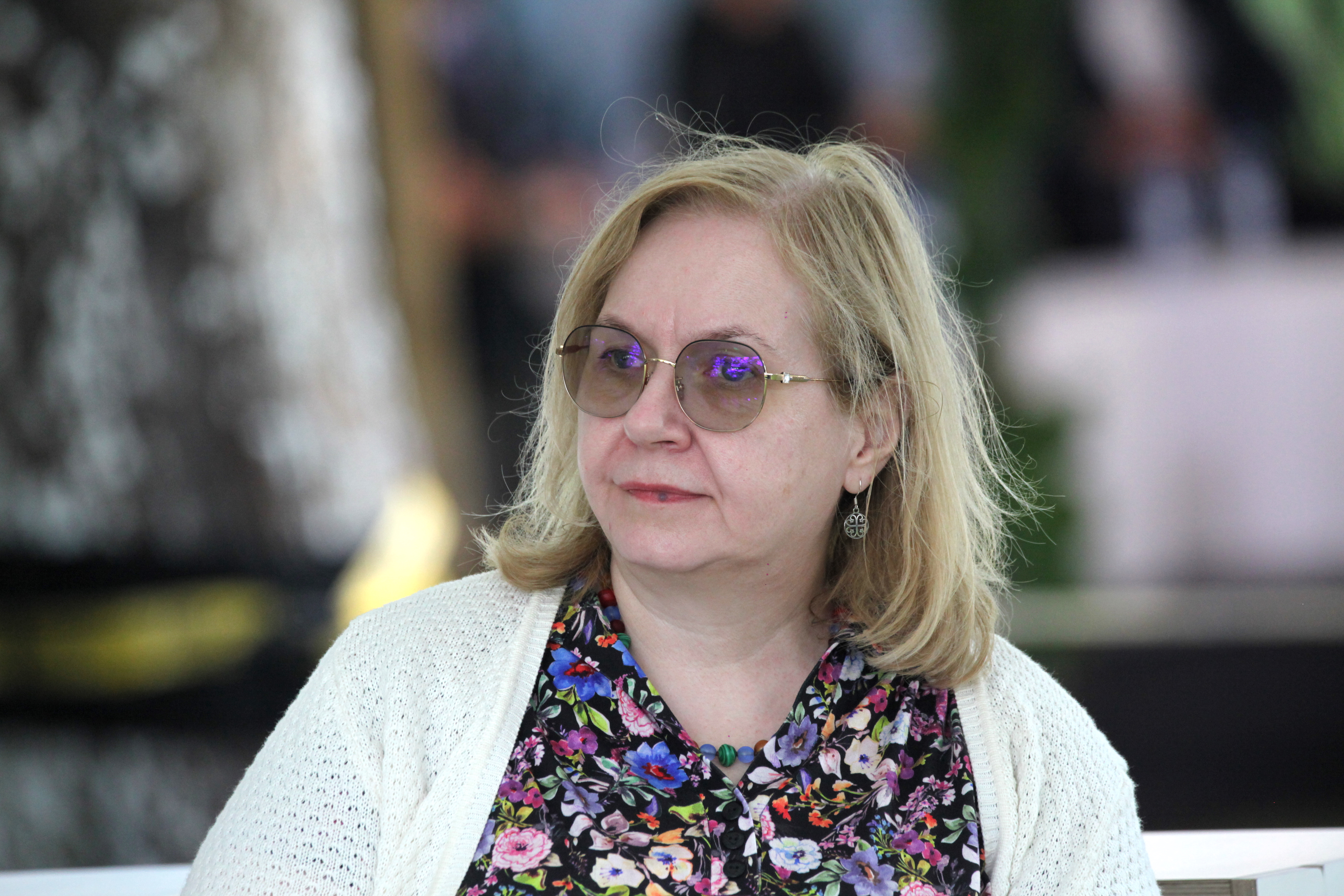
Maris Lauri (2021)

Maris Lauri (Kohtla-Järve, 1º gennaio 1966) è una politica ed economista estone, Ministro della Giustizia dal 2021 al 2022 e in precedenza Ministro dell'Istruzione e della Ricerca e Ministro delle Finanze sotto i governi Rõivas e Rõivas II.

## Biografia
Laureata in economia presso l'Università di Tartu, Maris Lauri lavorò per quasi vent'anni come economista per Swedbank e per la Banca d'Estonia.
Divenuta consulente del primo ministro Taavi Rõivas, dopo le dimissioni di Jürgen Ligi fu nominata nel 2014 Ministro delle Finanze, divenendo la prima donna in assoluto ad occupare tale carica. Aderì al Partito Riformatore Estone e nel 2015 fu eletta deputata al Riigikogu. Nel 2016 succedette nuovamente a Ligi, questa volta nella carica di Ministro dell'Istruzione e della Ricerca.
Riconfermata deputata nelle elezioni del 2019, nel gennaio 2021 venne nominata Ministro della Giustizia nel governo Kaja Kallas.